# Collin Chou
Collin Chou, em chinês 鄒兆龍|邹兆龙, (Kaohsiung, 11 de agosto de 1967), às vezes creditado como Ngai Sing, é um ator de taiwanês mais conhecido nos Estados Unidos da América por interpretar Seraph em The Matrix Reloaded e The Matrix Revolutions bem como no vídeo game Enter the Matrix. No cinema asiático ele trabalhou em vários filmes com Jet Li e Sammo Hung, incluindo o épico das artes marciais de 2006 Fearless.

## Filmografia selecionada
- The Defender (1994)
- The Matrix Reloaded (2003)
- The Matrix Revolutions (2003)
- Fearless (霍元甲) (2006)
- DOA: morto ou vivo (2006)
- Flashpoint, rápido, violento e brutal (2006)
- O Reino Proibido (2008)